# Yalí (kommun)
Yalí är en kommun i Colombia.   Den ligger i departementet Antioquía, i den centrala delen av landet, 250 km norr om huvudstaden Bogotá. Antalet invånare är 7 734.